# 昭和パックス
昭和パックス株式会社（しょうわパックス、SHOWA PAXXS CORPORATION）は、東京都新宿区に本社を置き、各種産業向け包装資材の製造・販売を手掛けている企業。東京証券取引所スタンダード市場上場。

## 概要
1935年12月に昭和製袋工業株式会社として設立。主に農業並びに各種産業のの容器や包装資材、企業間の輸送・保管用の容器などの製造・販売を行っている。

## 沿革
- 1935年12月 - 昭和製袋工業株式会社として設立。本社を東京都麻布区に置く。
- 1946年5月 - 函成工業を吸収合併。
- 1947年3月 - 本社を東京都中央区へ移転。
- 1962年4月 - アメリカウェストロック社との間で技術提携契約を締結。
- 1965年11月 - 本社を東京都新宿区へ移転。
- 1966年5月 - 太陽紙工を吸収合併。
- 1969年12月 - 樹脂製品の製造と販売を手掛ける新会社として、シンワ化学工業を設立。
- 1973年1月 - 九州紙工に資本参加。
- 1979年3月 - サンエー化研に資本参加。
- 1989年
  - 4月 - シンワ化学工業を吸収合併。
  - 12月 - 商号を昭和パックス株式会社に変更。
- 1994年7月 - 本社社屋が完成。
- 1997年4月 - タイにおける現地法人として、THAI SHOWA PAXXS CO.,LTD.を設立。
- 1999年4月 - 株式を店頭公開。
- 2004年12月 - JASDAQ上場。
- 2009年12月 - 山陰パックと山陰製袋工業を子会社化[4]。

## 事業所
- 本社 - 東京都新宿区
- 大阪支店 - 大阪府大阪市北区
- 中部支店 - 愛知県名古屋市名古屋市
- 東北支店 - 宮城県仙台市青葉区
- 西日本支店・防府工場 - 山口県防府市
- 秋田出張所 - 秋田県秋田市
- 青森出張所 - 青森県青森市
- 東京工場 - 埼玉県北本市
- 富山工場 - 富山県富山市
- 亀山工場 - 三重県亀山市
- 盛岡工場 - 岩手県盛岡市
- 掛川工場 - 静岡県掛川市

## 子会社
- 九州紙工株式会社
- 株式会社ネスコ
- 山陰パック有限会社
- 山陰製袋工業株式会社
- THAI SHOWA PAXXS CO.,LTD.